# 五道口-隆尚站
五道口-隆尚站是法国东南部城市马赛的一个地铁车站，位于马赛地铁1号线上。

## 站名
"五道口"是这一街区的名称，其名来源于在此交汇的五条街道：自由大街（Boulevard de la Libération）、布朗卡尔德大街（Boulevard de la Blancarde）、菲利蓬大街（Boulevard Philippon）、佛煦大街（Avenue du Maréchal-Foch）和沙尔特勒大道（Avenue des Chartreux）。
"隆尚"（法語：Longchamps）意为"长型的田野"，为附近街区公园的名称。

## 位置
五道口-隆尚站位于马赛市区的东北部，属于4区。车站呈西南-东北走向，是一个地下车站，有自动扶梯连接地面。

## 设施
五道口-隆尚站站内设有自动售票机及无障碍设施。

## 站台设置
| 西北↑ |      |                          |
|       |      | 拉富拉热尔站方向←        |
|       | 岛式 |                          |
|       |      | 玫瑰-贡贝尔城堡科技园站→ |
| 东南↓ |      |                          |

## 配套交通

### 城市公共交通
| 五道口-隆尚站附近的公共交通线路 |            |          |
| 公交车站名称                    | 位置       | 停靠线路 |
| 五道口站                        | 地铁站附近 |          |
| 五道口-隆尚站                   | 地铁站附近 |          |
| 1.                              |            |          |

此外，当地铁线路发生故障或施工时，马赛交通局可能提供临时摆渡车。

## 临近车站
| 五道口-隆尚站（Cinq Avenues - Longchamps） |               |                       |
| 上行车站                                   | 线路          | 下行车站              |
| 沙尔特勒站 680m ←                          | 马赛地铁1号线 | 归正-麻田街站 → 1010m |
| - 本表仅显示运营中的线路及车站             |               |                       |